# Grande Prêmio de Mônaco de 1994
Resultados do Grande Prêmio de Mônaco de Fórmula 1 realizado em Montecarlo em 15 de maio de 1994. Quarta etapa do campeonato, foi vencido pelo alemão Michael Schumacher, da Benetton-Ford, com Martin Brundle em segundo pela McLaren-Peugeot e Gerhard Berger em terceiro pela Ferrari.

## Resumo
Foi o primeiro GP após as mortes de Roland Ratzenberger e Ayrton Senna na etapa de San Marino. Michael Schumacher (Benetton-Ford) foi o vencedor, seguido por Martin Brundle (McLaren-Peugeot) e Gerhard Berger (Ferrari).
Primeira pole na carreira de Michael Schumacher;
Primeiro Grande Prêmio de Mônaco desde 1984 a não ser vencido por Alain Prost e Ayrton Senna, morto na corrida anterior.
Michael Schumacher acabou com as seis vitórias seguidas da McLaren em Mônaco de 1988 a 1993;
170ª vitória do motor Ford;
Williams e Simtek, as equipes para quem Senna e Ratzenberger pilotavam respectivamente, correram apenas com um carro durante o fim de semana de corrida;
Nos treinos livres, Karl Wendlinger acidentou-se fortemente na saída do túnel, e ficou em estado de coma. Heinz-Harald Frentzen (seu companheiro de equipe) nem treinou e a Sauber retirou-se da prova.
Michele Alboreto ao chegar em 6º lugar, obteve seu último ponto na categoria.

## Classificação da prova

### Treinos
| Pos.    | Nº | Piloto                | Chassi/Motor      | Q1                    | Q2                    | Dif.                  |
| ------- | -- | --------------------- | ----------------- | --------------------- | --------------------- | --------------------- |
| 1       | 5  | Michael Schumacher    | Benetton-Ford     | 1:20.230              | 1:18.560              | —                     |
| 2       | 7  | Mika Häkkinen         | McLaren-Peugeot   | 1:21.881              | 1:19.488              | + 0.928               |
| 3       | 28 | Gerhard Berger        | Ferrari           | 1:22.038              | 1:19.958              | + 1.398               |
| 4       | 0  | Damon Hill            | Williams-Renault  | 1:22.605              | 1:20.079              | + 1.519               |
| 5       | 27 | Jean Alesi            | Ferrari           | 1:22.521              | 1:20.452              | + 1.892               |
| 6       | 9  | Christian Fittipaldi  | Footwork-Ford     | 1:23.588              | 1:21.053              | + 2.493               |
| 7       | 10 | Gianni Morbidelli     | Footwork-Ford     | 1:23.580              | 1:21.189              | + 2.629               |
| 8       | 8  | Martin Brundle        | McLaren-Peugeot   | 1:21.580              | 1:21.222              | + 2.662               |
| 9       | 23 | Pierluigi Martini     | Minardi-Ford      | 1:23.162              | 1:21.288              | + 2.728               |
| 10      | 4  | Mark Blundell         | Tyrrell-Yamaha    | 1:23.522              | 1:21.614              | + 3.054               |
| 11      | 3  | Ukyo Katayama         | Tyrrell-Yamaha    | 1:24.488              | 1:21.731              | + 3.171               |
| 12      | 24 | Michele Alboreto      | Minardi-Ford      | 1:25.421              | 1:21.793              | + 3.233               |
| 13      | 20 | Erik Comas            | Larrousse-Ford    | 1:23.514              | 1:22.211              | + 3.651               |
| 14      | 15 | Andrea de Cesaris     | Jordan-Hart       | 1:24.519              | 1:22.265              | + 3.701               |
| 15      | 14 | Rubens Barrichello    | Jordan-Hart       | 1:24.731              | 1:22.359              | + 3.799               |
| 16      | 12 | Johnny Herbert        | Lotus-Mugen/Honda | 1:24.103              | 1:22.375              | + 3.815               |
| 17      | 6  | J. J. Lehto           | Benetton-Ford     | 1:23.885              | 1:22.679              | + 4.119               |
| 18      | 19 | Olivier Beretta       | Larrousse-Ford    | 1:24.126              | 1:23.025              | + 4.465               |
| 19      | 11 | Pedro Lamy            | Lotus-Mugen/Honda | 1:25.859              | 1:23.858              | + 5.298               |
| 20      | 26 | Olivier Panis         | Ligier-Renault    | 1:25.115              | 1:24.131              | + 5.571               |
| 21      | 25 | Eric Bernard          | Ligier-Renault    | 1:27.694              | 1:24.377              | + 5.817               |
| 22      | 31 | David Brabham         | Simtek-Ford       | 1:26.690              | 1:24.656              | + 6.096               |
| 23      | 34 | Bertrand Gachot       | Pacific-Ilmor     | 1:48.173              | 1:26.082              | + 7.522               |
| 24      | 33 | Paul Belmondo         | Pacific-Ilmor     | 1:29.984              | 8:36.897              | + 11.424              |
| WD      | 30 | Heinz-Harald Frentzen | Sauber-Mercedes   | Retirou-se da prova   | Retirou-se da prova   | Retirou-se da prova   |
| WD      | 29 | Karl Wendlinger       | Sauber-Mercedes   | Lesionado nos treinos | Lesionado nos treinos | Lesionado nos treinos |
| Fontes: |    |                       |                   |                       |                       |                       |

### Corrida
| Pos.    | Nº | Piloto                | Construtor        | Voltas                | Tempo/Diferença       | Grid                  | Pontos                |
| ------- | -- | --------------------- | ----------------- | --------------------- | --------------------- | --------------------- | --------------------- |
| 1       | 5  | Michael Schumacher    | Benetton-Ford     | 78                    | 1:49ː55.372           | 1                     | 10                    |
| 2       | 8  | Martin Brundle        | McLaren-Peugeot   | 78                    | + 37.278              | 8                     | 6                     |
| 3       | 28 | Gerhard Berger        | Ferrari           | 78                    | + 1ː16.824            | 3                     | 4                     |
| 4       | 15 | Andrea de Cesaris     | Jordan-Hart       | 77                    | + 1 volta             | 14                    | 3                     |
| 5       | 27 | Jean Alesi            | Ferrari           | 77                    | + 1 volta             | 5                     | 2                     |
| 6       | 24 | Michele Alboreto      | Minardi-Ford      | 77                    | + 1 volta             | 12                    | 1                     |
| 7       | 6  | J. J. Lehto           | Benetton-Ford     | 77                    | + 1 volta             | 17                    |                       |
| 8       | 19 | Olivier Beretta       | Larrousse-Ford    | 76                    | + 2 voltas            | 18                    |                       |
| 9       | 26 | Olivier Panis         | Ligier-Renault    | 76                    | + 2 voltas            | 20                    |                       |
| 10      | 20 | Erik Comas            | Larrousse-Ford    | 75                    | + 3 voltas            | 13                    |                       |
| 11      | 11 | Pedro Lamy            | Lotus-Mugen/Honda | 73                    | + 5 voltas            | 19                    |                       |
| Ret     | 12 | Johnny Herbert        | Lotus-Mugen/Honda | 68                    | Câmbio                | 16                    |                       |
| Ret     | 33 | Paul Belmondo         | Pacific-Ilmor     | 53                    | Cansaço físico        | 24                    |                       |
| Ret     | 34 | Bertrand Gachot       | Pacific-Ilmor     | 49                    | Câmbio                | 23                    |                       |
| Ret     | 9  | Christian Fittipaldi  | Footwork-Ford     | 47                    | Câmbio                | 6                     |                       |
| Ret     | 31 | David Brabham         | Simtek-Ford       | 45                    | Motor                 | 22                    |                       |
| Ret     | 4  | Mark Blundell         | Tyrrell-Yamaha    | 40                    | Motor                 | 10                    |                       |
| Ret     | 3  | Ukyo Katayama         | Tyrrell-Yamaha    | 38                    | Câmbio                | 11                    |                       |
| Ret     | 25 | Eric Bernard          | Ligier-Renault    | 34                    | Rodada                | 21                    |                       |
| Ret     | 14 | Rubens Barrichello    | Jordan-Hart       | 27                    | Pane elétrica         | 15                    |                       |
| Ret     | 7  | Mika Häkkinen         | McLaren-Peugeot   | 0                     | Colisão               | 2                     |                       |
| Ret     | 0  | Damon Hill            | Williams-Renault  | 0                     | Colisão               | 4                     |                       |
| Ret     | 10 | Gianni Morbidelli     | Footwork-Ford     | 0                     | Colisão               | 7                     |                       |
| Ret     | 23 | Pierluigi Martini     | Minardi-Ford      | 0                     | Colisão               | 9                     |                       |
| WD      | 30 | Heinz-Harald Frentzen | Sauber-Mercedes   | Retirou-se da prova   | Retirou-se da prova   | Retirou-se da prova   | Retirou-se da prova   |
| WD      | 29 | Karl Wendlinger       | Sauber-Mercedes   | Lesionado nos treinos | Lesionado nos treinos | Lesionado nos treinos | Lesionado nos treinos |
| Fontes: |    |                       |                   |                       |                       |                       |                       |

## Tabela do campeonato após a corrida
| Pos.    | Piloto             | Pontos |
| ------- | ------------------ | ------ |
| 1       | Michael Schumacher | 40     |
| 2       | Gerhard Berger     | 10     |
| 3       | Damon Hill         | 7      |
| 4       | Rubens Barrichello | 7      |
| 5       | Martin Brundle     | 6      |
| Fontes: |                    |        |

| Pos.    | Construtor       | Pontos |
| ------- | ---------------- | ------ |
| 1       | Benetton-Ford    | 40     |
| 2       | Ferrari          | 22     |
| 3       | McLaren-Peugeot  | 10     |
| 4       | Jordan-Hart      | 10     |
| 5       | Williams-Renault | 7      |
| Fontes: |                  |        |